# Charnas
Charnas ist eine französische Gemeinde mit 918 Einwohnern (Stand 1. Januar 2022) im Département Ardèche in der Region Auvergne-Rhône-Alpes. Ihre Bewohner werden Charnauds und Charnaudes genannt.

## Geografie

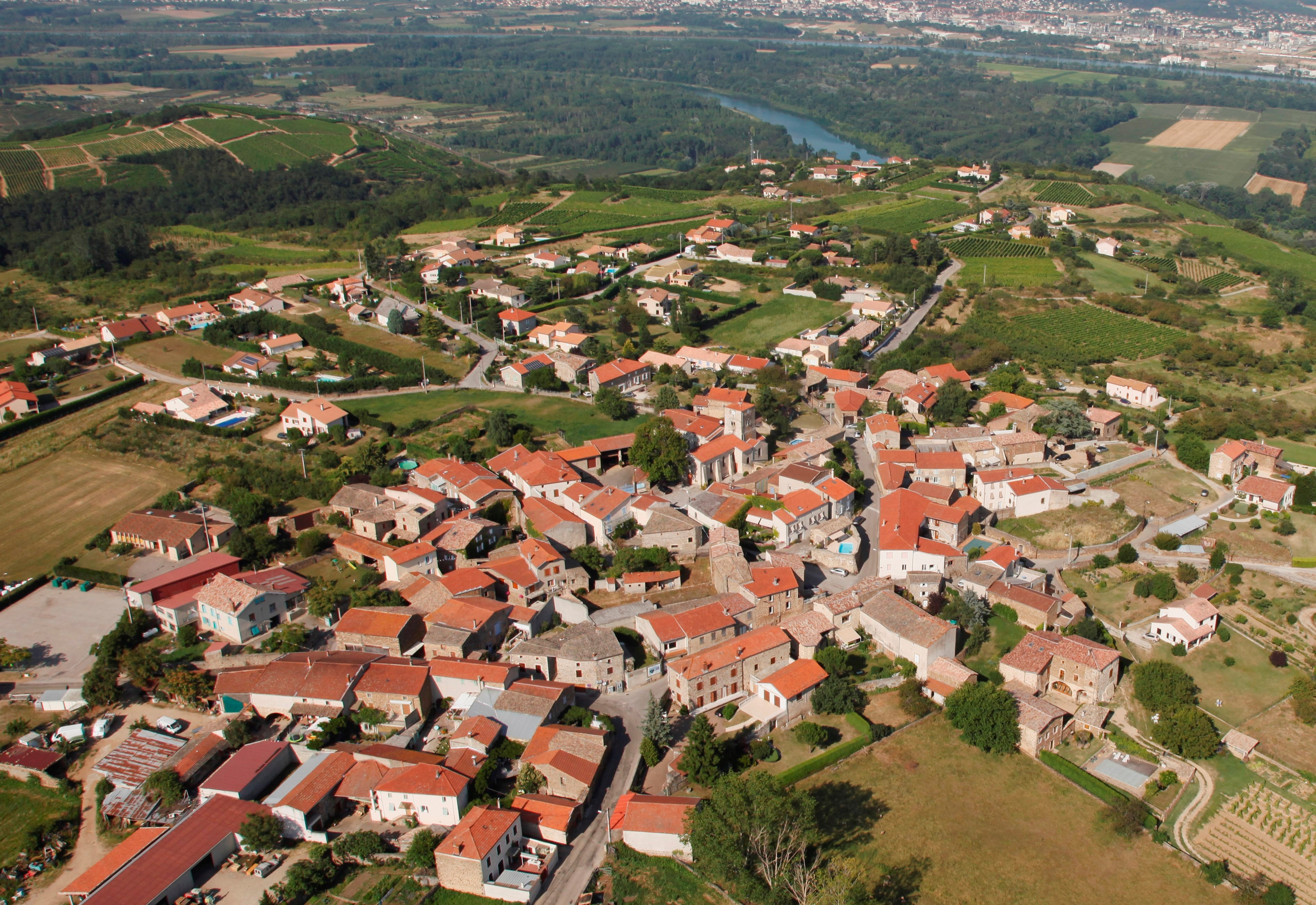
Luftbild

Charnas ist eine Gemeinde im äußersten Norden des Départements, nicht weit entfernt vom Ufer der Rhone. Nachbargemeinden sind Le Péage-de-Roussillon und Sablons. Die nächstgrößere Stadt ist Annonay in zwölf Kilometern Entfernung Richtung Südwesten.

## Geschichte
Im 15. Jahrhundert stand Charnas unter der Lehnsherrschaft der Familie Fontanès, ehe das Dorf im 16. Jahrhundert im Zuge der Religionskriege von den Protestanten besetzt wurde. Mit der Verabschiedung des Edikts von Nantes 1598 endete der Religionskonflikt in dieser Region und die Gemeinde wurde befreit. Charnas ist außerdem eine Kommune mit alten Traditionen in Landwirtschaft und Weinbau.

### Bevölkerungsentwicklung
| Jahr                       | 1962 | 1968 | 1975 | 1982 | 1990 | 1999 | 2006 | 2016 |
| Einwohner                  | 273  | 264  | 280  | 297  | 369  | 511  | 659  | 920  |
| Quellen: Cassini und INSEE |      |      |      |      |      |      |      |      |

## Kultur und Sehenswürdigkeiten
Charnas ist ein Dorf mit pittoresken Gassen und einem Kastanienbaum, der schon älter als 100 Jahre ist. Zu den Sehenswürdigkeiten zählt das Feste Haus von Chemey im Norden der Gemeinde, mit seinen zwei kleinen Winkeltürmen und erhaltenen Zinnen. Es diente reichen Personen und Adligen als Schutz vor den gewaltsamen Religionskriegen und später auch als Versteck während der Französischen Revolution.
Die überarbeitete, romanische Kirche ist für ihren viereckigen Glockenturm und die bunten Fensterscheiben bekannt. Das alljährliche Dorffest zu Ehren von Saint-Vincent erfreut sich auch bei Bewohnern der umliegenden Gemeinden großer Beliebtheit. Es wird von den Compagnons de Valérius organisiert.